# Phalacrocorax aristotelis

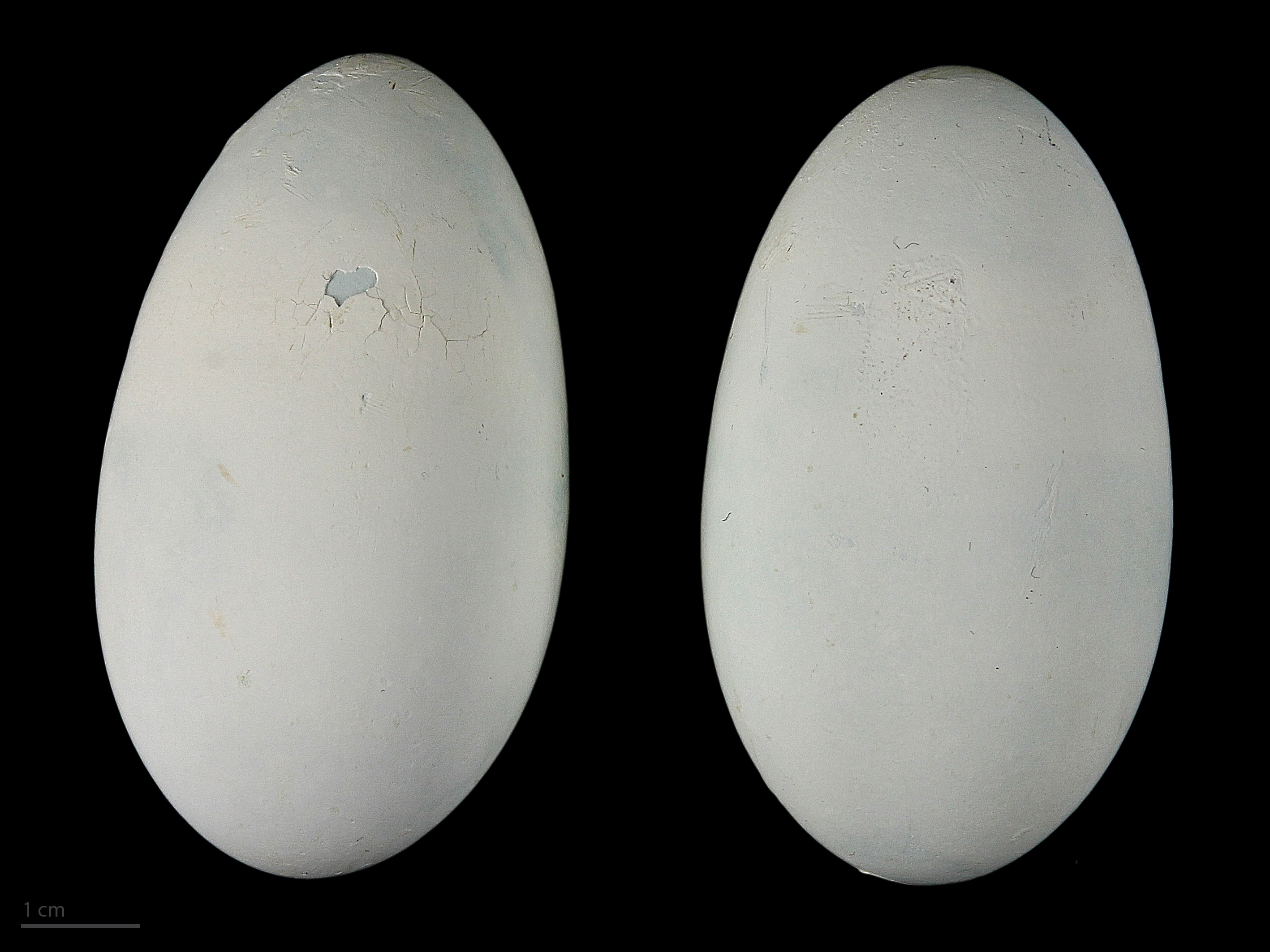
Phalacrocorax aristotelis

Il marangone dal ciuffo (Gulosus aristotelis Linnaeus ,1758) è un uccello della famiglia Phalacrocoracidae, la stessa dei cormorani con cui è strettamente imparentato.

## Descrizione
Simile al cormorano comune ma di dimensioni minori, con una lunghezza che raggiunge i 75 cm. Il becco è sottile ed allungato. Il corpo si presenta di un colore nero lucido. I giovani hanno il piumaggio ventrale biancastro. Le zampe sono palmate grigio-nerastre. Il ciuffo da cui la specie prende il nome è presente solamente in inverno durante il corteggiamento.

## Biologia
La deposizione delle uova può iniziare già a metà dicembre, sino a maggio. Le uova, generalmente 3, si schiudono dopo circa un mese, ed i giovani si involano dopo quasi 2 mesi di permanenza presso il nido. Trascorsa la stagione riproduttiva si riuniscono in gruppi composti da centinaia e talvolta migliaia di individui alla ricerca di nuovi siti di alimentazione più favorevoli.

## Distribuzione e habitat
Il marangone dal ciuffo è diffuso lungo le coste atlantiche dell'Europa, spingendosi a nord sino alla Finlandia e all'Islanda, nonché nel bacino del Mediterraneo e nel Mar Nero.
Specie tipicamente marittima che nidifica su piccole isole lungo le coste in zone ripide e irraggiungibili. Si osserva spesso negli scogli dove sosta generalmente con le ali aperte. I luoghi di pesca sono quasi sempre in corrispondenza di golfi e baie riparati, anche se talvolta può spingersi al largo.

## Sistematica

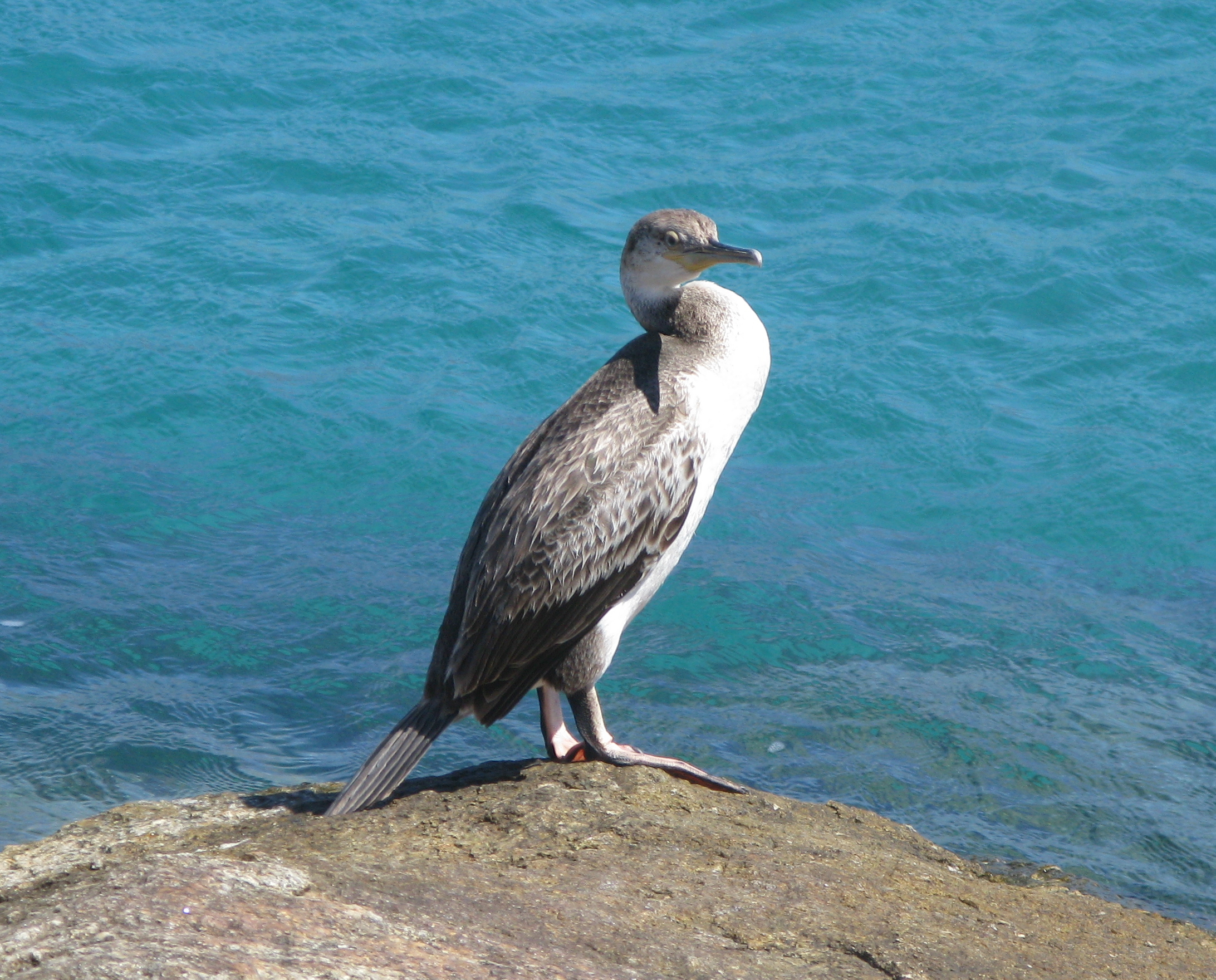
P. aristotelis desmarestii.

Il marangone dal ciuffo ha 3 sottospecie:
- G. aristotelis aristotelis
- G. aristotelis desmarestii
- G. aristotelis riggenbachi

## Conservazione
La sottospecie mediterranea è considerata a rischio; la principale minaccia è rappresentata dalle morti accidentali causate da reti da pesca, nasse e soprattutto ami dei palamiti. È sensibile alle trasformazioni ambientali delle coste all'inquinamento delle acque specie da metalli pesanti, alla drastica riduzione delle risorse alimentari. Il disturbo ai siti riproduttivi può localmente costituire un ulteriore fattore limitante.